# Зона смерті (альпінізм)

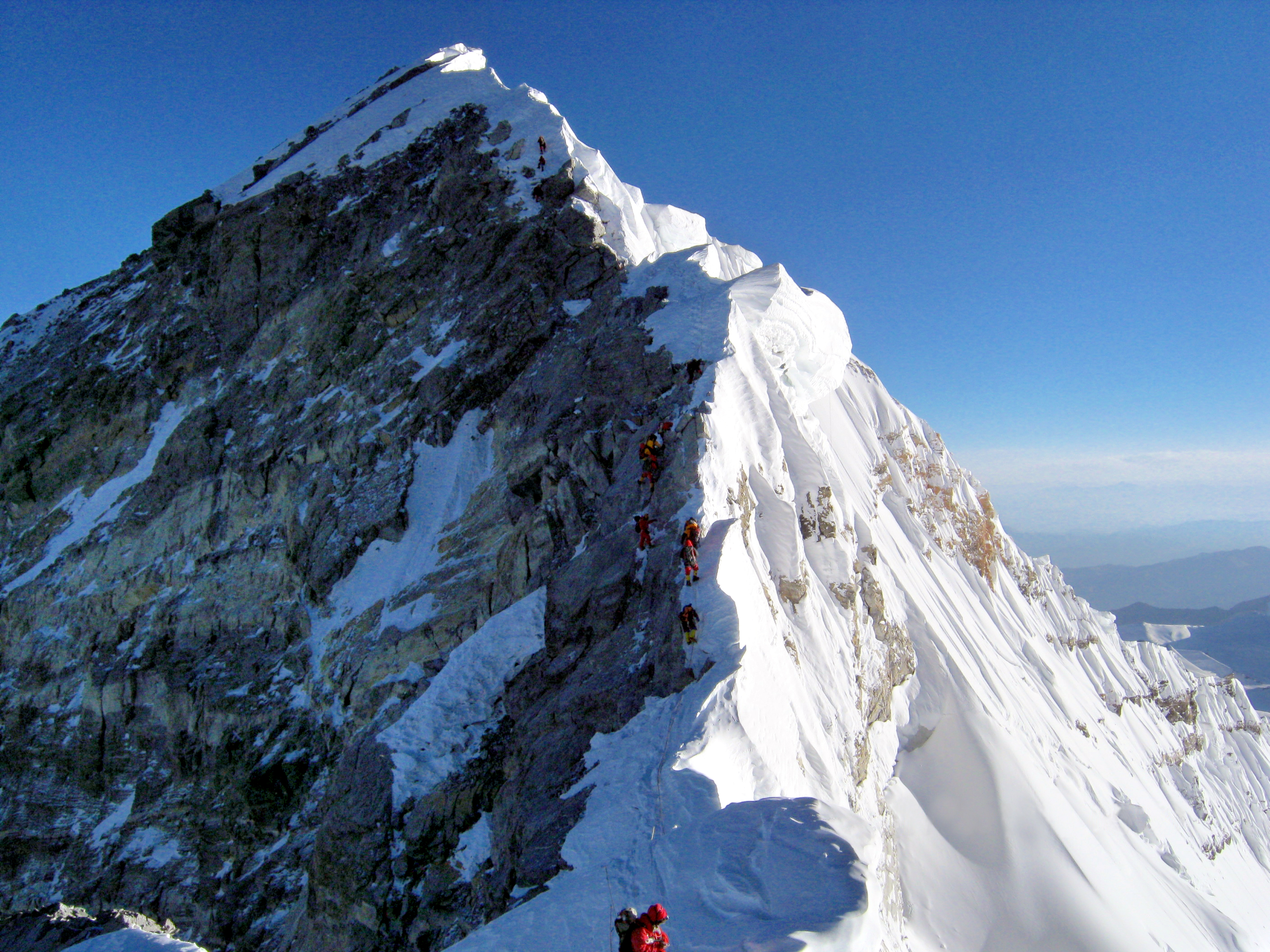
Вершина гори Еверест знаходиться у «зоні смерті».

В альпінізмі зоною смерті (англ. death zone) називають висоти, кількості кисню на яких недостатньо для тривалої підтримки людського життя. Зазвичай початком зони смерті вважають відмітку 8000 м над рівнем моря, де атмосферний тиск становить менш як 35,6 кПа (267 мм рт. ст., 356 мілібар). Концепцію запропонував у 1953 році швейцарський лікар Едуар Вісс-Дюнан, який назвав її «летальною зоною» (англ. lethal zone). Усі 14 гір, що мають «зону смерті», розташовані в регіонах Гімалаїв та Каракоруму в Азії.
Тривале перебування на такій висоті без додаткового кисню призводить до погіршення функцій організму та смерті. Численні загибелі у висотному альпінізмі були спричинені впливом зони смерті: або безпосередньо через втрату організмом життєво важливих функцій, або ж опосередковано — через неправильні рішення, прийняті в стресових ситуаціях (наприклад, альпініст не повертає назад у разі погіршення погодних умов, обирає неправильний маршрут тощо), чи через фізичне ослаблення, яке призводить до нещасних випадків (наприклад, падіння).

## Фізіологічний вплив
Людський організм має оптимальну витривалість на висоті нижче 150 м.
Концентрація кисню (O2) у повітрі становить 20,9 %, тому парціальний тиск O2 ({\displaystyle P_{{\mathrm {O} }_{2}}}) на рівні моря становить близько 21,2 кПа (159 мм рт. ст., 212 мілібар). Для здорових людей цих умов достатньо, щоб насичувати гемоглобін в еритроцитах.
З висотою атмосферний тиск знижується, тоді як частка O2 залишається постійною приблизно до висоти 85 км, тому {\displaystyle P_{{\mathrm {O} }_{2}}} з висотою також зменшується. На висоті Базового табору Евересту (5500 м) він становить приблизно половину від значення на рівні моря, а на вершині (8849 м) — менше третини. Коли PO2 падає, організм реагує акліматизацією до висоти: виробляються додаткові еритроцити, прискорюється серцевий ритм, дихання стає глибшим і частішим, а несуттєві функції організму пригнічуються (зокрема, знижується ефективність перетравлення їжі, оскільки організм пригнічує травну систему на користь збільшення своїх серцево-легеневих резервів).
Але акліматизація вимагає кількох днів або навіть тижнів. Відсутність акліматизації може призвести до гірської хвороби, включаючи висотний набряк легень або мозку.
Відомо, що люди здатні виживати протягом щонайменше 2 роки на висоті 5950 м, де тиск становить 475 мілібар (356 мм рт. ст.) і схоже, що це близько до межі найбільшої висоти, яку людина може переносити постійно. На екстремальних же висотах, понад 7500 м (287 мм рт. ст.) парціальний тиск кисню в альвеолах від 30 до 35 мм рт. ст. (від 40 до 47 гПа) не досягається, і насичення гемоглобіну киснем в артеріальній крові падає нижче допустимого рівня. Через брак достатньої кількості кисню, води та поживних речовин, метаболізм в організмі людини знижується до мінімуму. Сон стає дуже важким, перетравлення їжі майже неможливим, а ризик набряку легень і/або мозку значно зростає. Сильно знижене кровопостачання збільшує ризик обмороження пальців ніг та рук. До того ж через знижений метаболізм організм менше використовує відпрацьоване тепло, що ускладнює підтримку життєво важливої температури тіла і збільшує ймовірність замерзання.
У зоні смерті не здатен акліматизуватися організм жодної людини, оскільки витрачає свій запас кисню швидше, ніж встигає його поповнювати. Тривале перебування в зоні без додаткового кисню призводить до погіршення функцій організму, втрати свідомості та, зрештою, смерті. Виживання понад 48 годин на висоті понад 8000 метрів вкрай малоймовірне. 69-річний італійський альпініст Луїджі Рампіні (італ. Luigi Rampini) у 2012 році пережив чотири ночі в зоні смерті Евереста, але це вважається дуже рідкісним винятком.

## Додатковий кисень
Щоб зменшити шкідливий вплив зони смерті, альпіністи при перебуванні у ній використовують додатковий кисень. Кисневий апарат із відкритим контуром вперше був випробуваний під час британських експедицій на Еверест у 1922 та 1924 роках (кисневий балон брали ще у 1921 році, але тоді ним не скористалися).
У 1953 році перша штурмова група Тома Бурділлона та Чарльза Еванса використовувала кисневий апарат із закритим контуром, друга (успішна) група Едмунда Гілларі та Тенцинга Норгея — із відкритим контуром. Гілларі відзначив, що після десяти хвилин фотографування на вершині без кисневого апарату «став доволі незграбним і повільним» (англ. was becoming rather clumsy-fingered and slow-moving).
Сходження на вершину восьмитисячника без додаткового кисню можливе, хоча й дуже небезпечне. Перше таке сходження на Еверест здійснили Райнгольд Месснер та Петер Габелер у 1978 році.

## Визначні катастрофи
Декілька експедицій потрапили в зонах смерті у ситуації, що призвели до численних людських жертв, зокрема:
- Еверест, 1996
- К2, 2008(інші мови)